# ベント・ハーメル
ベント・ハーメル（Bent Hamer、1956年12月18日 - ）は、ノルウェーの映画監督・脚本家・映画プロデューサー。サンネフィヨルド出身。

## 略歴
ストックホルム大学とストックホルム映画学校で文学を映画論を学ぶ。短編映画やドキュメンタリー映画を経て、1995年に『卵の番人』で長編映画監督デビューを果たす。同作品はカンヌ国際映画祭で初上映され、トロント国際映画祭では国際映画批評家連盟賞などを受賞。
2003年公開の『キッチン・ストーリー』と2008年公開の『ホルテンさんのはじめての冒険』はアカデミー外国語映画賞ノルウェー代表作品に選ばれた。
2015年、第28回東京国際映画祭のコンペティション部門審査員を務める。

## 主な作品
- 卵の番人 Eggs (1995) 監督・脚本
- キッチン・ストーリー Salmer fra kjøkkenet (2003) 監督・製作・脚本
- 酔いどれ詩人になるまえに Factotum (2005) 監督・製作・脚本
- ホルテンさんのはじめての冒険 O' Horten (2008) 監督・脚本
- クリスマスのその夜に Hjem til jul (2010) 監督・製作・脚本
- 1001グラム ハカリしれない愛のこと 1001 Grams（2014） 監督・脚本[2]